# Synergy Baku Cycling Project/Saison 2016
Dieser Artikel listet Erfolge und Fahrer des Radsportteams Synergy Baku Cycling Project in der Saison 2016 auf.

## Erfolge in der UCI Europe Tour
In den Rennen der Saison 2016 der UCI Europe Tour gelangen die nachstehenden Erfolge.
| Datum          | Rennen                               | Kat. | Sieger            |
| -------------- | ------------------------------------ | ---- | ----------------- |
| 5. März        | Poreč Trophy                         | 1.2  | Matej Mugerli     |
| 13. März       | 3. Etappe Istrian Spring Trophy      | 2.2  | Matej Mugerli     |
| 19.–24. April  | Gesamtwertung Kroatien-Rundfahrt     | 2.1  | Matija Kvasina    |
| 5. Mai         | 2. Etappe Tour d’Azerbaïdjan         | 2.1  | Maksym Averin     |
| 6. Mai         | 3. Etappe Tour d’Azerbaïdjan         | 2.1  | Matej Mugerli     |
| 16. Juni       | 3. Etappe Serbien-Rundfahrt          | 2.2  | Matej Mugerli     |
| 14.–19. Juni   | Gesamtwertung Serbien-Rundfahrt      | 2.2  | Matej Mugerli     |
| 9. Juli        | 3. Etappe Sibiu Cycling Tour (EZF)   | 2.1  | Kirill Posdnjakow |
| 12. August     | 2. Etappe Tour of Szeklerland        | 2.2  | Kirill Posdnjakow |
| 13. August     | 3a. Etappe Tour of Szeklerland (EZF) | 2.2  | Kirill Posdnjakow |
| 13. August     | 3b. Etappe Tour of Szeklerland       | 2.2  | Matej Mugerli     |
| 11.–13. August | Gesamtwertung Tour of Szeklerland    | 2.2  | Kirill Posdnjakow |

## Erfolge bei den Nationalen Straßen-Radsportmeisterschaften
In den Rennen zu den Nationalen Straßen-Radsportmeisterschaften 2016 gelangen die nachstehenden Erfolge.
| Datum    | Rennen                                                    | Fahrer             |
| -------- | --------------------------------------------------------- | ------------------ |
| 22. Juni | Aserbaidschanische Meisterschaft – Einzelzeitfahren       | Elchin Asadov      |
| 22. Juni | Aserbaidschanische Meisterschaft – Einzelzeitfahren (U23) | Samir Jabrayilov   |
| 24. Juni | Griechische Meisterschaft – Einzelzeitfahren              | Ioannis Tamouridis |
| 24. Juni | Kroatische Meisterschaft – Einzelzeitfahren               | Matija Kvasina     |
| 24. Juni | Aserbaidschanische Meisterschaft – Straßenrennen          | Maksym Averin      |
| 24. Juni | Aserbaidschanische Meisterschaft – Straßenrennen (U23)    | Samir Jabrayilov   |
| 26. Juni | Griechische Meisterschaft – Straßenrennen                 | Ioannis Tamouridis |
| 26. Juni | Kroatische Meisterschaft – Straßenrennen (U23)            | Josip Rumac        |

## Abgänge – Zugänge
| Zugänge           | Team 2015                    | Abgänge            | Team 2016                    |
| ----------------- | ---------------------------- | ------------------ | ---------------------------- |
| Josip Rumac       | Adria Mobil                  | Markus Eibegger    | Team Felbermayr Simplon Wels |
| Matija Kvasina    | Team Felbermayr Simplon Wels | Tural Isgandarov   | Unbekannt                    |
| Kirill Posdnjakow | RusVelo                      | Agshin Ismailov    | Unbekannt                    |
| Tarlan Mammadov   | Neoprofi                     | Aleksandr Pliușkin | Dopingsperre                 |
| Kanan Gahramanli  | Neoprofi                     |                    |                              |

## Mannschaft
| Teamkader 2016                            | Teamkader 2016    | Teamkader 2016 | Teamkader 2016                   |
| Name                                      | Geburtsdatum      | Land           | Vorheriges Team                  |
| ----------------------------------------- | ----------------- | -------------- | -------------------------------- |
| Elgün Alizada                             | 20. April 1996    | Aserbaidschan  |                                  |
| Elchin Asadov                             | 12. Februar 1987  | Aserbaidschan  | Specialized Concept Store (2012) |
| Enver Asanov                              | 25. Oktober 1994  | Aserbaidschan  |                                  |
| Maksym Averin                             | 28. November 1985 | Aserbaidschan  | Atlas Personal-Jakroo (2013)     |
| Kanan Gahramanli                          | 9. Juli 1997      | Aserbaidschan  |                                  |
| Ismail Iliasov                            | 2. August 1994    | Aserbaidschan  |                                  |
| Samir Jabrayilov                          | 7. September 1994 | Aserbaidschan  |                                  |
| Matija Kvasina                            | 4. Dezember 1981  | Kroatien       | Felbermayr Simplon Wels (2015)   |
| Tarlan Mammadov                           | 6. April 1997     | Aserbaidschan  |                                  |
| Matej Mugerli                             | 17. Juni 1981     | Slowenien      | Liquigas (2008)                  |
| Kirill Posdnjakow                         | 20. Januar 1989   | Russland       | RusVelo (2015)                   |
| Josip Rumac                               | 26. Oktober 1994  | Kroatien       | Adria Mobil (2015)               |
| Olexandr Surutkowytsch                    | 8. Januar 1984    | Ukraine        |                                  |
| Ioannis Tamouridis                        | 3. Juni 1980      | Griechenland   | SP Tableware (2014)              |
|                                           |                   |                |                                  |
| Quellen: ProCyclingStats Cycling Archives |                   |                |                                  |